# Uzależnienie behawioralne

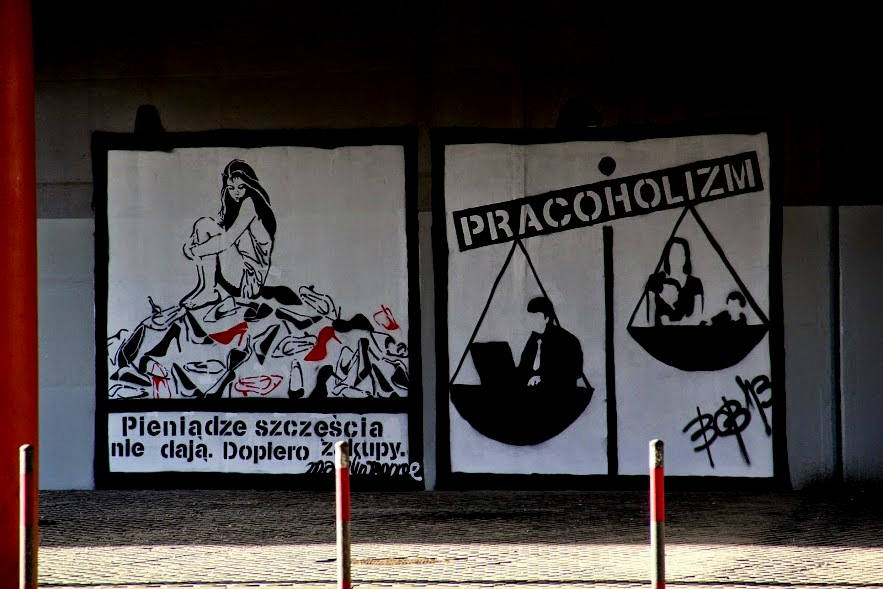
Graffiti zrealizowane przez Fundację Inspiratornia w ramach kampanii edukacyjnej poświęconej uzależnieniom behawioralnym. Mieści się w Warszawie przy ulicy Obozowej

Uzależnienie behawioralne (czynnościowe) – zespół objawów związanych z utrwalonym, wielokrotnym powtarzaniem określonej
czynności (lub grupy czynności) w celu uzyskania takich stanów emocjonalnych jak przyjemność, euforia, ulga, uczucie zaspokojenia.
Pojęcie uzależnienia czynnościowego po raz pierwszy wprowadził austriacki psychoanalityk Otto Fenichel w 1945 roku w swoim dziele Teorie psychoanalityczne neuroz.
W oficjalnej klasyfikacji chorób ICD-10 uzależnienia behawioralne należą do grupy zaburzeń nawyków i popędów (F 63) i nie zostały bardziej szczegółowo opisane.

## Objawy uzależnienia
Określona czynność (lub grupa czynności) staje się nałogowa wtedy, gdy towarzyszy jej silne pragnienie lub wewnętrzny przymus jej podejmowania (tzw. głód) z coraz większą częstotliwością (zwiększanie się tolerancji) oraz narastające trudności w kontrolowaniu zachowań z nią związanych. W sytuacji ograniczenia lub przerwania czynności występują objawy abstynencyjne (fizjologiczne: bezsenność, nadmierna potliwość, drżenie rąk, ból głowy; psychologiczne: wstyd, poczucie winy, nasilona lękliwość, rozdrażnienie, zachowania agresywne). Osoba uzależniona powtarza określone zachowania pomimo ich wyraźnej szkodliwości dla jej codziennego funkcjonowania w różnych sferach życia (zawodowej, rodzinnej, zaniedbywanie innych źródeł zainteresowań).
Uzależnieniu towarzyszy zespół mechanizmów obronnych, które odpowiadają m.in. za zniekształcanie i blokowanie trudnych, zagrażających treści związanych z nałogiem oraz jego negatywnymi konsekwencjami. Prowadzi to do tego, że osoba uzależniona przez lata nieświadomie wytwarza różnorodne złudzenia na temat swojego życia, co minimalizuje w niej chęć do zmiany swoich destrukcyjnych nawyków.

## Przykłady uzależnień behawioralnych
C. Guerreschi uzależnienia behawioralne określa mianem tzw. nowych uzależnień, w których „substancje chemiczne nie odgrywają żadnej roli”, a ich przedmiotem są „zachowania i działania akceptowane społecznie”.
Przykłady zachowań wypełniających definicję uzależnienia behawioralnego:
- patologiczny hazard
- uzależnienie od komputera/sieci internetowej
- pracoholizm
- zakupoholizm
- uzależnienie od seksu/pornografii
- uzależnienie od ćwiczeń fizycznych
- uzależnienie od telefonu komórkowego
- uzależnienie od jazdy samochodem
- uzależnienie od uczenia się
- kompulsywne objadanie się.

## Przykładowe objawy mogące świadczyć o uzależnieniu behawioralnym od hazardu
- Wydawanie coraz większej ilości pieniędzy na hazard
- Potrzeba gry, aby osiągnąć pożądany poziom podniecenia
- Trudności w ograniczaniu lub rzucaniu hazardu
- Uczucie niepokoju lub irytacji podczas próby ograniczenia lub rzucenia grania
- Uporczywe, częste myśli o hazardzie. Takie jak planowanie zakładów, myślenie o wcześniejszych doświadczeniach z hazardem i opracowywanie strategii, jak zdobyć więcej pieniędzy na grę
- Wracanie się do hazardu, gdy jest się przygnębionym
- Kontynuowanie hazardu nawet po utracie pieniędzy w próbie wyjścia na zero
- Ponoszenie konsekwencji finansowych lub społecznych w wyniku hazardu
- Poleganie na innych w celu uzyskania wsparcia finansowego z powodu strat związanych z hazardem[1]

## Etiopatogeneza
Wspólną cechą wszystkich uzależnień jest zaburzona kontrola impulsów (tj. osoba podejmuje czynność pod wpływem impulsu, któremu nie może się oprzeć – poddaniu się impulsowi towarzyszy poczucie ulgi, przyjemności, a nawet euforii). Żadna z teorii biologicznych ani szkół psychoterapii nie wypracowała dotychczas jednej spójnej teorii i metody leczenia uzależnień –wyodrębniono natomiast kilka modeli wyjaśniających proces kształtowania się zaburzonej kontroli impulsów oraz odpowiadające im podejścia psychoterapeutyczne.
Model biomedyczny akcentuje rolę dopaminowego układu nagrody w układzie nerwowym człowieka. Układ ten jest pobudzany przez określone substancje i czynności – to prowadzi do wzrostu wydzielania dopaminy, co wywołuje uczucie zadowolenia, przyjemności, euforii. W procesie rozwoju uzależnienia neurony układu nagrody coraz słabiej będą reagować na tzw. nagrody naturalne (m.in. jedzenie, wysiłek fizyczny, akceptacja społeczna), aktywować je będzie tylko substancja lub czynność uzależniająca i to w coraz większych dawkach. Zwolennicy tego podejścia podkreślają też wpływ zespołu genów przekazanych przez rodziców na podatność na uzależnienia.
Model psychodynamiczny zakłada wyraźny związek pomiędzy zaistniałymi w dzieciństwie urazowymi doświadczeniami w relacjach z opiekunami a skłonnością do zachowań kompulsywnych w dorosłości. Czynności takie jak objadanie się, masturbacja, hazard są próbą wypełnienia pustki tworzonej przez brak stabilizującej relacji w okresie wczesnodziecięcym oraz poradzenia sobie z deficytami w zakresie takich sfer jak regulowanie emocji, szacunek do siebie, umiejętność troski o siebie, zdolność do czerpania zadowolenia i satysfakcji w relacji z drugą osobą.
Model poznawczo-behawioralny przyczyn uzależnienia poszukuje w wyuczonych poprzez działanie wzmocnień pozytywnych i negatywnych nieprawidłowych wzorcach myślenia, przeżywania i zachowania. Zachodzące pod wpływem danej substancji lub czynności zmiany (uczucie rozluźnienia, ulgi, przyjemności, euforii) stanowią na tyle silne wzmocnienie pozytywne, że osoba będzie dążyć do ich powtarzania. Prowadzi to do ukształtowania się ograniczonego repertuaru reakcji, m.in. na sytuacje stresujące, przez co osoba coraz trudniej radzi sobie z wyzwaniami, jakie stawia przed nią życie codzienne.

## Leczenie
- psychoterapia uzależnień – proces, w którym uczestniczy grupa specjalistów (lekarz psychiatria, terapeuta uzależnień, psycholog), którego celem jest m.in. uświadomienie sobie przez osobę uzależnioną mechanizmów chorobowych, zmiana destrukcyjnych nawyków, nauka konstruktywnych sposobów radzenia sobie z emocjami.
- grupy samopomocowe – ich program oparty jest na 12 Krokach wypracowanych przez Anonimowych Alkoholików; przykłady grup: Anonimowi Jedzenioholicy, Anonimowi Hazardziści, Anonimowi Seksoholicy.
- farmakoterapia – może mieć swoje zastosowanie w sytuacjach, kiedy nasilenie objawów u pacjenta w sposób znaczny utrudnia mu skorzystanie z leczenia; stanowi środek doraźny, wspierający proces terapii.